# Swing-by

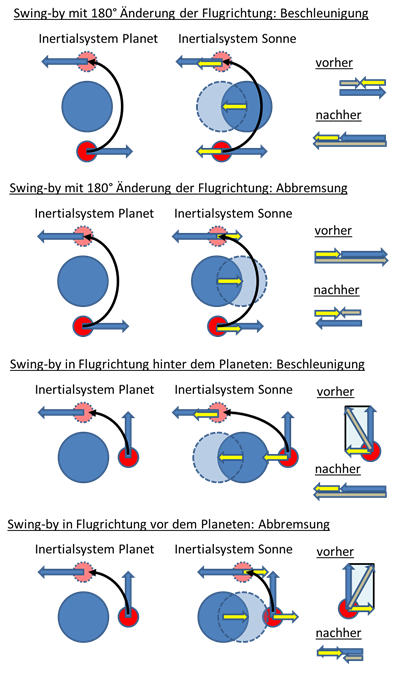
Swing-by mit Ablenkung des Flugkörpers um 180° und 90°. Seine Geschwindigkeit relativ zum Planeten (blauer Pfeil) bleibt im Betrag gleich. Durch vektorielle Addition der Geschwindigkeit des Planeten relativ zur Sonne (gelber Pfeil) erhält man die Geschwindigkeit des Flugkörpers relativ zur Sonne (grauer Pfeil).

Der englische Begriff Swing-by – auch Slingshot, Gravity-Assist (GA), Schwerkraftumlenkung oder Vorbeischwungmanöver genannt – bezeichnet eine Methode der Raumfahrt, bei der ein relativ leichter Raumflugkörper (etwa eine Raumsonde) dicht an einem sehr viel größeren Körper (etwa einem Planeten) vorbeifliegt. Bei dieser Variante eines Vorbeiflugs wird die Flugrichtung der Sonde verändert, wobei auch deren Geschwindigkeit gesteigert oder gemindert werden kann. Ein Swing-by-Manöver kann auch mit einer Triebwerkszündung kombiniert werden. Bei sehr nahen Vorbeiflügen kann unter Umständen eine deutlich höhere Effizienz des Treibstoffs erreicht werden (Oberth-Effekt).
Der Swing-by-Effekt tritt auch auf, wenn ein Komet, ein Asteroid oder (wie es vermutlich in der frühen Geschichte des Sonnensystems geschah) ein leichterer Planet einen schwereren Planeten in dessen Gravitationsfeld passiert. Wenn die Masse des leichteren Planeten gegenüber dem schwereren nicht vernachlässigbar klein ist, ändert auch der schwerere Planet seine Sonnenumlaufbahn merklich.

## Beschreibung

### Prinzip

Zeitlicher Verlauf der Geschwindigkeit beim Swing-By
Swing-by, um Geschwindigkeit aufzunehmen
Swing-by, um Geschwindigkeit abzubauen

Bewegt sich eine Sonde durch das Gravitationsfeld eines Planeten, wird sie durch dessen Anziehungskraft abgelenkt. Zunächst wird sie dabei beschleunigt, aber wenn sie sich wieder vom Planeten entfernt, wirkt die Gravitation bremsend. Vom Planeten aus gesehen verlässt die Raumsonde ihn mit derselben Geschwindigkeit, mit der sie auf ihn traf, d. h. die Bahnenergie des Raumfahrzeugs bezogen auf den Planeten bleibt konstant. Nur die Richtung der Geschwindigkeit wird durch die Ablenkung verändert. 
Hinzu kommt aber, dass sich der Planet um die Sonne bewegt. Die Geschwindigkeit der Sonde relativ zur Sonne ist die vektorielle Summe der Geschwindigkeit der Sonde relativ zum Planeten und der Geschwindigkeit des Planeten um die Sonne, und diese Summe ändert sich im Betrag. Bezogen auf die Sonne wird die Sonde somit schneller oder langsamer. Anders ausgedrückt: Die Gravitationskräfte zwischen Sonde und Planeten koppeln die beiden Bewegungen miteinander und ermöglichen einen Austausch von Bahnenergie zwischen beiden.

### Vergleich mit Stoßvorgängen
Vereinfachend kann zur Veranschaulichung der elastische Stoß zweier Körper herangezogen werden, beispielsweise der frontale Kontakt eines Tennisballs mit einem Tennisschläger. Wenn der Tennisschläger unbeweglich ruht, prallt der Ball idealisiert (also ohne Berücksichtigung von Reibungsverlusten) mit gleicher Geschwindigkeit wieder ab. Bewegt der Spieler den Schläger dem Ball entgegen, prallt dieser (aus Sicht des Zuschauers) mit höherer Geschwindigkeit zurück; umgekehrt kann der Spieler durch „Zurücknehmen“ des Schlägers den Ball abbremsen. Aus „Sicht“ (Inertialsystem) des Schlägers prallt er stets mit gleicher Geschwindigkeit zurück, sonst wäre es kein elastischer Stoß.
Wenn sich Ball und Schläger nicht frontal treffen, muss noch die seitliche Geschwindigkeitskomponente berücksichtigt werden; ebenso ist es beim Swing-by, da die Raumsonde nicht frontal auf den Planeten trifft. Beim Swing-by findet die Wechselwirkung über einen längeren Zeitraum statt, aber das Grundprinzip ist gleich.

### Auswirkungen
Grundsätzlich ergeben sich die folgenden Auswirkungen:
- Änderung des Geschwindigkeitsbetrages im übergeordneten Bezugssystem, d. h. der Bahnenergie des Raumfahrzeugs
- Änderung der Flugrichtung innerhalb der Bahnebene des Bezugsystems (z. B. der Ekliptik) zum Anvisieren neuer Ziele
- Änderung der Bahnebene, z. B. Verlassen der Ekliptik

Aufgrund der erheblich größeren Masse des Planeten verglichen mit dem Raumfahrzeug sind die Auswirkungen auf die Planetenbahn nicht messbar, während die Bahnenergie der Sonde sich erheblich verändern kann.
Swing-by-Manöver können damit auf interplanetaren Flügen zur Einsparung von Treibstoff dienen und daher auch Kosten reduzieren. Die Reisezeit kann durch die gewonnene Geschwindigkeit verkürzt werden, infolge von Umwegen aber auch steigen. Am Zielplaneten kann mit Swing-by an einem Trabanten (Mond) die Reisegeschwindigkeit abgebaut werden, um die Sonde in eine Umlaufbahn zu bringen.
Die Missionen der Raumsonden zum schwer erreichbaren Merkur und in das äußere Sonnensystem konnten nur durch die Entdeckung der Swing-by-Beschleunigung realisiert werden.

Trajektorie von Voyager 2

| Voyager 2SonneErdeJupiter | SaturnUranusNeptun |

### Routenplanung
Da es sich in der Realität mindestens um ein Dreikörperproblem handelt (z. B. Sonde, Planet und Sonne), sind die Bahnänderungen nicht analytisch, sondern nur numerisch genauer zu berechnen. Da der Flugwinkel und die Geschwindigkeit nach der Passage voneinander abhängen, ist der Spielraum für die Entfernung und die Position des nächsten Zielobjektes begrenzt. Bei Vorgabe mehrerer Ziele und/oder Einschränkung auf eine bestimmte Anflugbahn und Geschwindigkeit beim Ziel entsteht ein Gleichungssystem, das numerisch auf Lösungen überprüft wird. Die Lösungen (Trajektorien) ergeben zumeist nur schmale Startzeitfenster in der Größenordnung von Tagen oder Wochen, die für die gleichen Missionsziele Jahre oder viele Jahrzehnte auseinander liegen können. Die Startgeschwindigkeit von der Erde und damit die Kosten der Raketen sowie die Dauer der Mission sind ebenfalls Vorgaben oder Ergebnisse der Berechnungen.
Der Tisserandparameter wird bei der Planung von Gravity-Assists verwendet, um mögliche Partnerkörper zu finden. Es handelt sich um eine näherungsweise Erhaltungsgröße, welche sich aus verschiedenen geometrischen Bahnparametern ergibt und vor und nach einem Gravity-Assist ungefähr gleich ist. Somit ergibt sich eine Einschränkung, welche Bahn überhaupt möglich ist.

## Geschichte

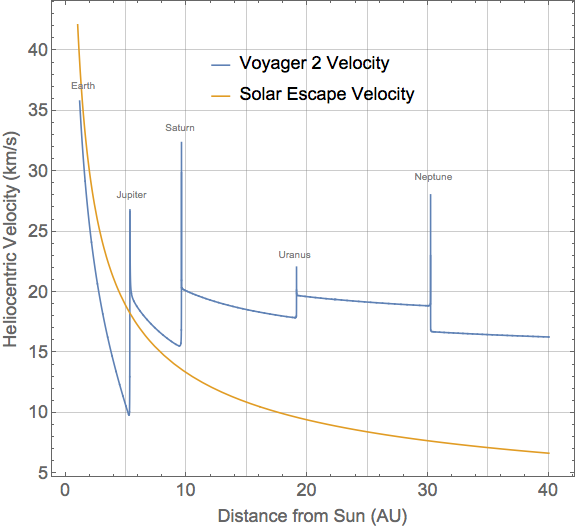
Geschwindigkeitsprofil der Sonde Voyager 2. Erst durch Swing-by am Jupiter konnte die Fluchtgeschwindigkeit aus dem Sonnensystem (solar escape velocity) erreicht werden. Weiterer Geschwindigkeitszuwachs erfolgte an Saturn und Uranus. Am Neptun wurde die Sonde nahe an dessen Mond Triton geführt; dabei wurde Geschwindigkeitsverlust in Kauf genommen.

Swing-by-Manöver zur Änderung der Flugrichtung fanden schon in der Frühzeit der Raumfahrt statt, so bei der Sonde Luna 3 (1959), die als erste den Mond umrundete und wieder Kurs auf die Erde nahm. Auch bei Apollo 13 (1970) wurde ein Swing-by-Manöver verwendet (Freie Rückkehrbahn), um den Mond in einer Schleife zu umfliegen und direkt zurückzukehren. Bei der Sonnensonde Ulysses (1990) wurde ein Swing-by am Jupiter dazu genutzt, die Inklination zu ändern, um die Ebene der Ekliptik zu verlassen.
Dass man Raumsonden durch Swing-by zusätzliche Geschwindigkeit verleihen kann, entdeckte 1961 Michael Minovitch, der am Jet Propulsion Laboratory arbeitete. Zuvor hatte es als ausgeschlossen gegolten, dass man jemals mit konventioneller Raketentechnik die Planeten des äußeren Sonnensystems erreichen könnte. Der Grund dafür ist das theoretisch angenommene energetische Minimum, das durch einen Hohmann-Transfer gegeben ist, und die Tatsache, dass nach der Raketengrundgleichung die erforderliche Startmasse des Raumfahrzeugs exponentiell mit der benötigten Endgeschwindigkeit wächst.
Die ersten interplanetaren Sonden, die diese Technik nutzten, waren Pioneer 10 (1972: Erde → Jupiter → interstellarer Raum), Pioneer 11 (1973: Erde → Jupiter → Saturn → interstellarer Raum) und Mariner 10 (1973: Erde → Venus → Merkur). Von besonderer Bedeutung wurde Swing-by für die beiden Voyager-Sonden (1977): Aufgrund einer Planetenkonstellation, wie sie nur alle 176 Jahre vorkommt, konnte Voyager 2 nacheinander die Planeten Jupiter, Saturn, Uranus und Neptun besuchen und dabei, ebenso wie ihre Schwestersonde Voyager 1, die Jupiter und Saturn besuchte, die dritte kosmische Geschwindigkeit erreichen, die sie in den interstellaren Raum brachte.

Flugbahn der NASA/ESA-Raumsonde Cassini-Huygens: Nach dem Start von der Erde flog sie zweimal an der Venus, einmal an der Erde und einmal am Jupiter vorbei, bis sie durch diese Swing-by-Manöver genug kinetische Energie hatte, ihr Ziel, den Saturn, erreichen zu können.

Komplexe Trajektorie der MESSENGER-Sonde mit sechs Swing-by-Manövern.

Mittlerweile sind Raumsonden mit immer komplizierteren Trajektorien gestartet worden: Die Jupitersonde Galileo (1989) flog an der Venus und zweimal an der Erde vorbei, die Saturnsonde Cassini-Huygens (1997) zweimal an der Venus, an der Erde und am Jupiter. Die Rosetta-Mission (2004) erreichte über mehrere Swing-by-Manöver an Erde und Mars den Kometen Tschurjumow-Gerassimenko, und die Parker Solar Probe (2018) nutzt sieben Vorbeiflüge an der Venus zum Abbremsen. Nach insgesamt neun Swing-bys an Erde, Venus und Merkur soll BepiColombo (2025) in eine Umlaufbahn um Merkur gelangen. JUICE soll im Lauf der Mission sogar 35 Fly-bys durchführen. Möglich wurden diese Flugbahnen durch immer genauer bekannte Planetenbahnen, verbesserte Computersimulationen und präzisere Navigation und Bahnbestimmungen der Raumsonden. Der Einsatz von Ionentriebwerken ermöglicht außerdem neue Flugbahnen, die zuvor alleine mit konventionellem Antrieb nicht möglich waren. 